# Microcebus murinus
Il microcebo murino o microcebo grigio (Microcebus murinus Miller, 1777) è un lemure della famiglia Cheirogaleidae, endemico del Madagascar.

## Descrizione
Rispetto ai congeneri, ha dimensioni medie, misurando al massimo 15-20 cm di lunghezza (più altrettanti di coda), per un peso complessivo di 60-80 g. Questo ne fa uno dei più piccoli primati viventi.
Il pelo è prevalentemente grigio (da qui il nome comune di microcebo grigio), a volte con sfumature rossastre sulla zona dorsale nel quarto posteriore: la zona ventrale è invece biancastra.
Gli occhi sono grandi, sferici ed assai vicini fra loro, adatti quindi a una vita notturna: le orecchie sono anch'esse molto sviluppate, il muso è invece corto e appuntito.
Le dita di mani e piedi hanno rigonfiamenti adesivi sui polpastrelli. 

## Comportamento
Durante il giorno, questi animali dormono in nidi sferici di foglie e rami che essi stessi costruiscono, dando prova di essere provetti carpentieri.
I maschi e le femmine dormono separati: queste ultime possono ritrovarsi in numero di 15 o più in un singolo nido, mentre i maschi dormono a coppie.
Di notte, invece, ogni animale raggiunge il proprio territorio saltellando abilmente fra i rami e mantenendosi in equilibrio con la lunga coda.
Una volta trovato il cibo, i microcebi tendono a scendere nei pressi del suolo per nutrirsi.

### Riproduzione
I maschi hanno grossi territori che si sovrappongono nelle zone di confine a quelli delle femmine, che hanno estensione minore e a volte vengono completamente inglobati da quello del maschio, che tuttavia ha atteggiamenti di sottomissione nei confronti delle femmine.
La stagione riproduttiva va da settembre a marzo: dopo una gestazione insolitamente lunga (oltre 2 mesi) nascono in media due cuccioli grandi come fagioli, i quali vengono allontanati all'età di 8 mesi circa.
In cattività, questi animali possono vivere fino a 15 anni.

## Distribuzione e habitat

Areale

Questi animali popolano le zone costiere della parte centro-meridionale del Madagascar. Sono assai comuni nella zona fra Fort Dauphin ed il fiume Sambirano.
Preferiscono le aree ricoperte di foresta, in particolare le foreste decidue delle zone a scarsa piovosità ed i canneti.

## Conservazione
La IUCN red list classifica questa specie come a basso rischio di estinzione.